# Rivolet
Rivolet est une commune française, située dans le département du Rhône en région Auvergne-Rhône-Alpes.

## Géographie

### Climat
Pour des articles plus généraux, voir Climat d'Auvergne-Rhône-Alpes et Climat du Rhône.
En 2010, le climat de la commune est de type climat océanique dégradé des plaines du Centre et du Nord, selon une étude du Centre national de la recherche scientifique s'appuyant sur une série de données couvrant la période 1971-2000. En 2020, Météo-France publie une typologie des climats de la France métropolitaine dans laquelle la commune est exposée à un climat de montagne ou de marges de montagne et est dans la région climatique  Nord-est du Massif Central, caractérisée par une pluviométrie annuelle de 800 à 1 200 mm, bien répartie dans l’année. 
Pour la période 1971-2000, la température annuelle moyenne est de 11,3 °C, avec une amplitude thermique annuelle de 16,8 °C. Le cumul annuel moyen de précipitations est de 871 mm, avec 10,1 jours de précipitations en janvier et 7,2 jours en juillet. Pour la période 1991-2020, la température moyenne annuelle observée sur la station météorologique de Météo-France la plus proche, « Saint-Cyr-Chatoux », sur la commune de Saint-Cyr-le-Chatoux à 4 km à vol d'oiseau, est de 10,7 °C et le cumul annuel moyen de précipitations est de 959,9 mm,. Pour l'avenir, les paramètres climatiques de la commune estimés pour 2050 selon différents scénarios d'émission de gaz à effet de serre sont consultables sur un site dédié publié par Météo-France en novembre 2022.

## Urbanisme

### Typologie
Au 1er janvier 2024, Rivolet est catégorisée commune rurale à habitat dispersé, selon la nouvelle grille communale de densité à sept niveaux définie par l'Insee en 2022.
Elle est située hors unité urbaine et hors attraction des villes,.

### Occupation des sols
L'occupation des sols de la commune, telle qu'elle ressort de la base de données européenne d’occupation biophysique des sols Corine Land Cover (CLC), est marquée par l'importance des territoires agricoles (50,5 % en 2018), une proportion sensiblement équivalente à celle de 1990 (50,3 %). La répartition détaillée en 2018 est la suivante : 
forêts (46,6 %), prairies (32,6 %), cultures permanentes (16,9 %), mines, décharges et chantiers (2,5 %), zones agricoles hétérogènes (1 %), milieux à végétation arbustive et/ou herbacée (0,4 %). L'évolution de l’occupation des sols de la commune et de ses infrastructures peut être observée sur les différentes représentations cartographiques du territoire : la carte de Cassini (XVIIIe siècle), la carte d'état-major (1820-1866) et les cartes ou photos aériennes de l'IGN pour la période actuelle (1950 à aujourd'hui).

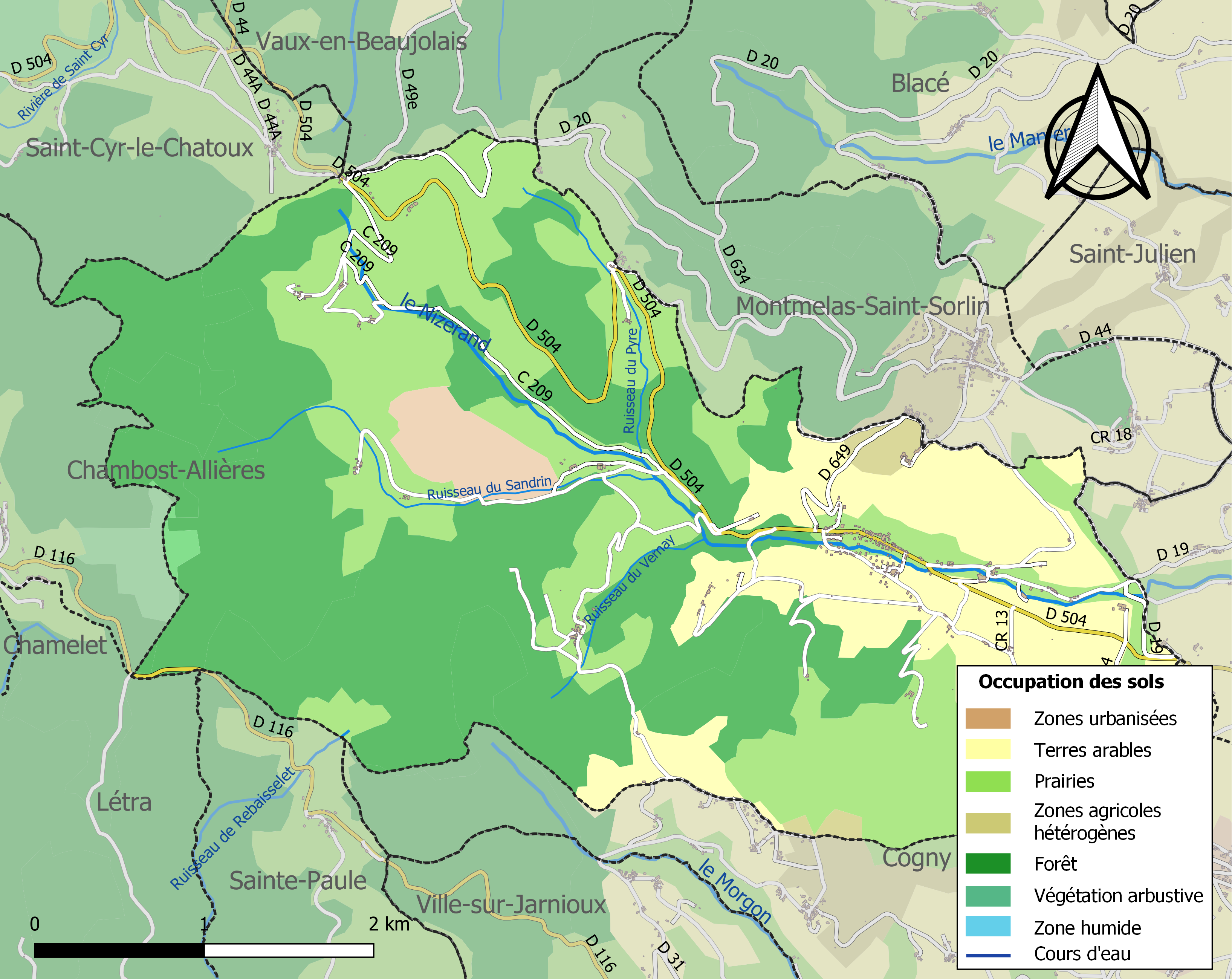
Carte des infrastructures et de l'occupation des sols de la commune en 2018 (CLC).

## Histoire
Aucune trace d'occupation n'est attestée pendant la période romaine, tant au niveau archéologique que bibliographique.

## Politique et administration

### Administration municipale
| Période                                  | Période    | Identité           | Étiquette | Qualité |
| ---------------------------------------- | ---------- | ------------------ | --------- | ------- |
| mars 2001                                | mars 2008  | Jacky Morel        |           |         |
| mars 2008                                | mai 2009   | Bernard Chalet     |           |         |
| mai 2009                                 | mai 2020   | Pierre-Yves Burlot |           |         |
| mai 2020                                 | avril 2022 | Gilles Authier     |           |         |
| juin 2022                                | En cours   | Catherine Butet    |           |         |
| Les données manquantes sont à compléter. |            |                    |           |         |

### Intercommunalité
Rivolet fait partie de la communauté d'agglomération Villefranche Beaujolais Saône.

## Démographie
L'évolution du nombre d'habitants est connue à travers les recensements de la population effectués dans la commune depuis 1793. Pour les communes de moins de 10 000 habitants, une enquête de recensement portant sur toute la population est réalisée tous les cinq ans, les populations de référence des années intermédiaires étant quant à elles estimées par interpolation ou extrapolation. Pour la commune, le premier recensement exhaustif entrant dans le cadre du nouveau dispositif a été réalisé en 2006.

En 2022, la commune comptait 588 habitants, en évolution de +1,73 % par rapport à 2016 (Rhône : +3,93 %, France hors Mayotte : +2,11 %).
| 1793 | 1800 | 1806 | 1821 | 1831 | 1836 | 1841 | 1846 | 1851 |
| ---- | ---- | ---- | ---- | ---- | ---- | ---- | ---- | ---- |
| 531  | 658  | 866  | 803  | 636  | 618  | 698  | 764  | 732  |

| 1856 | 1861 | 1866 | 1872 | 1876 | 1881 | 1886 | 1891 | 1896 |
| ---- | ---- | ---- | ---- | ---- | ---- | ---- | ---- | ---- |
| 647  | 654  | 671  | 674  | 673  | 659  | 607  | 555  | 542  |

| 1901 | 1906 | 1911 | 1921 | 1926 | 1931 | 1936 | 1946 | 1954 |
| ---- | ---- | ---- | ---- | ---- | ---- | ---- | ---- | ---- |
| 572  | 534  | 468  | 411  | 385  | 403  | 384  | 383  | 348  |

| 1962 | 1968 | 1975 | 1982 | 1990 | 1999 | 2006 | 2011 | 2016 |
| ---- | ---- | ---- | ---- | ---- | ---- | ---- | ---- | ---- |
| 337  | 341  | 342  | 327  | 369  | 488  | 528  | 566  | 578  |

| 2021 | 2022 | - | - | - | - | - | - | - |
| ---- | ---- | - | - | - | - | - | - | - |
| 588  | 588  | - | - | - | - | - | - | - |

## Lieux et monuments

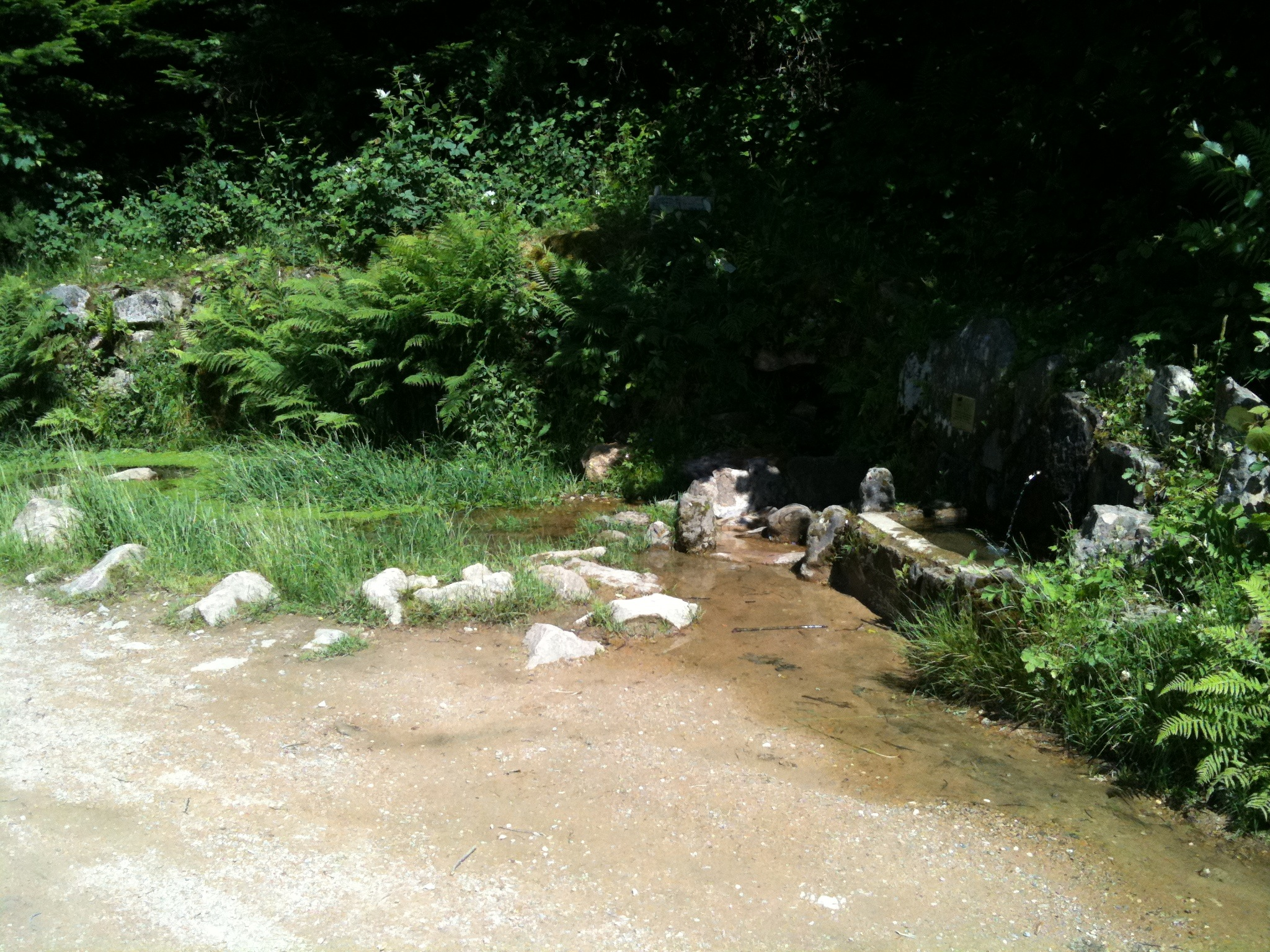
Source de Fontfroide.

- Source de Fontfroide (eau potable)[18]

## Manifestations culturelles et sportives

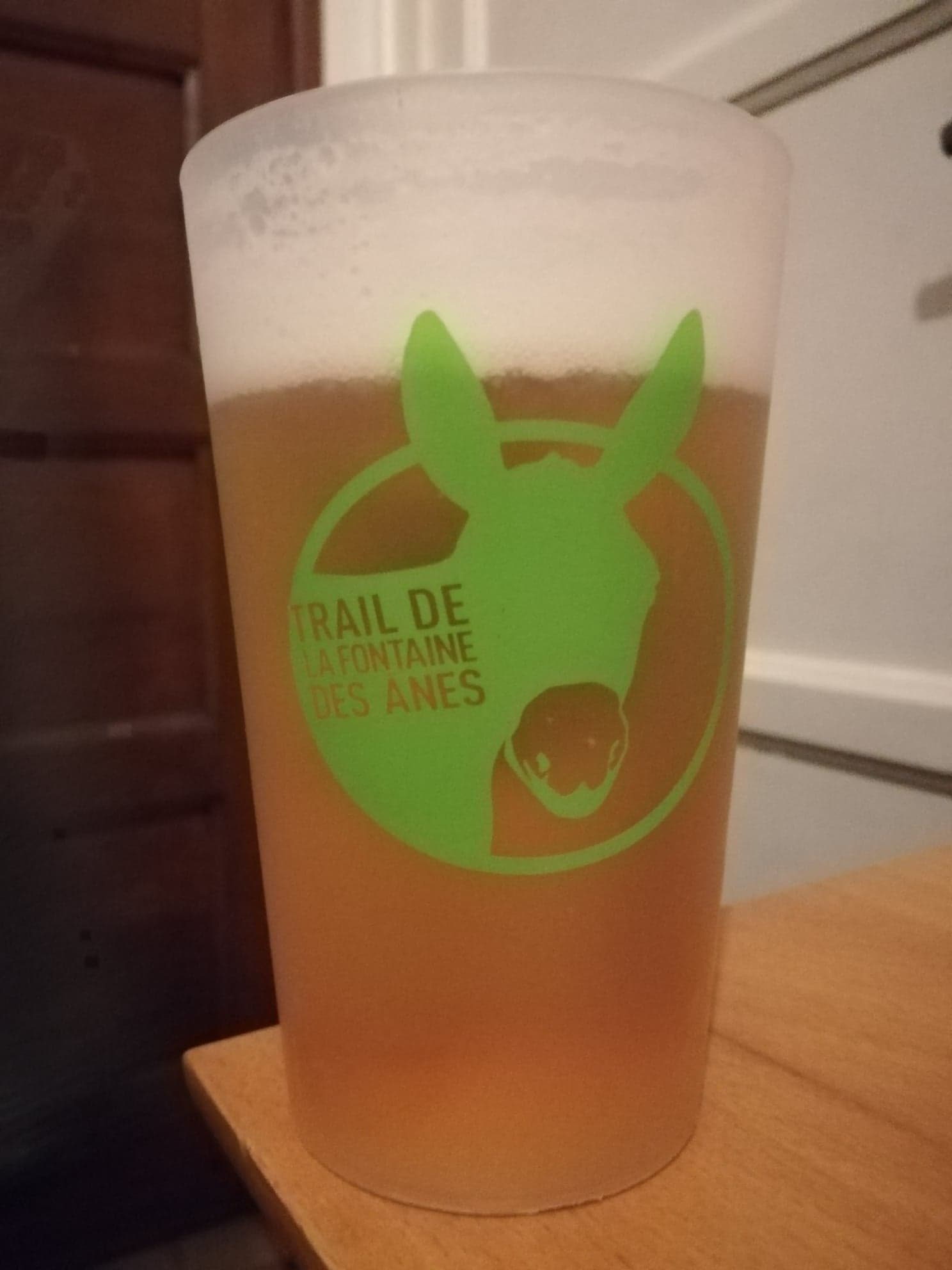
Ecocup du Trail de la Fontaine des ânes.

- Le « Petit festival des dindes folles » se déroule tous les deux ans dans la commune. Créé par l’association Hippotoufer en 1996, le Petit Festival des Dindes Folles "se propose de mettre au vert le spectacle vivant". Plus de 3 000 personnes se rendent à l'évènement[19].
- Le « Trail de la Fontaine des ânes  » se déroule quant à lui chaque année depuis 2011 autour de la commune. La plupart des parcours du Trail de la Fontaine des Ânes sont qualificatifs pour l'Ultra-Trail du Mont-Blanc[20]. En 2013, François D'Haene a remporté l'édition avant de remporter à trois reprises l'UTMB. La course fêtera sa dixième édition à l'été 2021.

Le Sentier de grande randonnée de pays Tour du Beaujolais des Pierres dorées traverse la commune.